# Kenny Stephenson
Kenneth „Kenny” Stephenson (ur. 12 czerwca 1938 w Bury) – brytyjski zapaśnik walczący w stylu wolnym. Dwukrotny olimpijczyk. Zajął siedemnaste miejsce w Rzymie 1960 i odpadł w eliminacjach w Tokio 1964. Walczył w kategorii 70 kg. Szósty na mistrzostwach Europy w 1966 roku. Trzykrotny mistrz kraju w latach: 1960, 1965, 1966 (69 kg).
- Turniej w Rzymie 1960

Przegrał z Nazemem Amine z Libanu i Rayem Lougheedem z Kanady.
- Turniej w Tokio 1964

Wygrał z Alejandro Echanizem z Meksyku, a przegrał z Abdollahem Mowahhedem z Iranu i Sidneyem Marshem z Australii.